# 纳兹福丁·纳吉
拿督纳兹福丁·纳吉是马来西亚第六任首相纳吉·阿都拉萨的次子。2019年7月24日，马来西亚政府通过内陆税收局入禀高庭起诉纳兹福丁，向他追讨于2011年至2017年累积总值3760万令吉的所得税欠款（参见：3760万令吉所得税欠款案）。

## 参与政治
纳兹福丁在政坛曝光率甚低，只有在纳吉·阿都拉萨受到攻击时，才挺身捍卫父亲。2018年1月，纳兹福丁曾召前首相马哈迪·莫哈末回归巫统，惟遭马哈迪拒绝。
2018年3月30日，纳兹福丁在面子书发文告宣布，他会暂且退出政坛。他在文告中表示，第14届大选是决定巫统是否继续领导国阵，以成为马来西亚政府的选举：“一旦巫统丢失政权，马来人与土著会丧失权力，受保护的华裔与印裔亦然。”无论如何，他并未说明暂退政坛的具体理由。

## 争议与批评

### 巴拿马文件
2016年4月，据巴拿马文件显示，2009年纳吉成为马来西亚首相之际，纳兹福丁成为了一家英属维京群岛公司——「Jay Marriot国际有限公司」的董事，该公司由莫萨克·冯赛卡公司于2009年设立，至2013年不再活跃。

### 联昌银行（CIMB）诉讼
2016年6月21日，由于纳兹福丁所担保的公司无法按合约还钱，联昌银行（CIMB）起诉纳兹福丁。8月1日，纳兹福丁在法庭上诉失败，需支付联昌银行20万令吉赔偿。

### 台湾会女星和远赴莫斯科看世界杯惹议
2018年7月6日，台湾媒体《苹果日报》报道，纳兹福丁于7月5日，即父亲纳吉被控隔日出现在台湾，并与台湾女星张东晴逛街和到信义区高级牛排馆用餐及喝红酒等，此事引发民间的众多言论和非议。7月15日，纳兹福丁在其面子书上载数张照片，显示他在莫斯科的卢日尼基体育场（Stadium Luzhniki）观赏法国对垒克罗地亚的足球决赛，再度惹来批评，著名厨师旺师傅（Chef Wan）对此揶揄纳吉家族向大众筹款，以偿还SRC案诉讼100万令吉保释金之际，纳兹福丁却有闲钱到国外观赏球赛。青年及体育部长赛沙迪也声明，虽然纳兹福丁身为大马奥林比克理事会秘书长，但他到莫斯科观看世界杯决赛行程无关公务。

### 3760万令吉所得税欠款案
2019年7月24日，马来西亚政府通过内陆税收局入禀高庭起诉纳兹福丁，向他追讨于2011年至2017年累积总值3760万令吉的所得税欠款。
2019年10月23日，内陆税收局向法庭申请，对纳兹福丁3760万令吉所得税欠款案作出简易判决，即在无需传召证人供证的情况下直接判决。纳兹福丁的代表律师魏永康在高庭法官阿末再迪进行案件管理后，向记者如是透露。
2020年3月2日，吉隆坡高庭驳回纳兹福丁要求暂缓内陆税收局向他追讨3760万令吉所得税欠款审讯的申请。高庭法官阿末再丁（Ahmad Zaidi Ibrahim）认为，目前没有特别情况需要批准暂缓审讯，因此驳回纳兹福丁的申请。法庭也择订4月28日，审理税收局所提出的简易判决申请。
2020年6月16日，高庭择定7月6日，审理内陆税收局纳兹福丁追讨3760万令吉所得税欠款案的简易判决申请。
2020年7月6日，吉隆坡高庭批准内陆税收局的简易判决申请，以向纳兹福丁追讨3760万令吉所得税欠款。
2021年5月18日，纳兹福丁因尚未缴清高庭谕令他支付3760万令吉的所得税欠款，而接获内陆税收局发出的破产通知书。
2021年9月9日，上诉庭维持高庭的简易判决，允许税收局分别向纳兹福丁及其父亲纳吉·阿都拉萨追讨3760万令吉和16亿9000万令吉的欠税。纳兹福丁和纳吉于9月13日分别向联邦法院入禀动议通知，申请上诉要求推翻上诉庭驳回他们上诉申请的判决。
2021年10月21日，上诉庭批准纳兹福丁和父亲纳吉的申请，暂缓向内陆税收局缴纳总额逾17亿令吉所得税欠税，直至联邦法院审理他们提出的上诉申请为止。以法官阿兹莎为首的上诉庭三司，通过视讯聆听纳吉和纳兹福丁的律师莫哈末沙菲宜，以及税收局的律师哈兹丽娜的双方陈词后，作出上述决定。
2022年5月10日，纳兹福丁和父亲纳吉获准针对此案再提出上诉。